# Concetto Lo Bello
Concetto Lo Bello (Syracuse, 13 mei 1924 – aldaar, 9 september 1991) was een Italiaanse voetbalscheidsrechter. Hij was scheidsrechter bij 328 wedstrijden in de Serie A, een record.
Zijn carrière begon in 1944 en duurde tot 1974. Zijn eerste internationale wedstrijd was in 1958. In de jaren zestig gold hij als een van de beste scheidsrechters ter wereld.
Hij floot 34 officiële internationale wedstrijden, maar opvallend genoeg nooit een WK-finale. Wel was hij scheidsrechter bij de Olympische Zomerspelen 1960, en de halve finalewedstrijd West-Duitsland - Sovjet-Unie in 1966. Hij floot de Europacup I-finale van 1968 (Manchester United - Benfica), en 1970 (Feyenoord - Celtic), de Jaarbeursstedenbeker-finale van 1966 en de returnwedstrijd van de UEFA Cup-finale van 1974. Deze laatste finale was kort na zijn vijftigste verjaardag, wat hem de oudste official in een Europese finale ooit maakte. Deze wedstrijd was tevens de laatste in zijn loopbaan.
Na zijn scheidsrechtersloopbaan ging hij in de politiek, als lid van de partij Democrazia Cristiana. In 1986 werd hij gekozen tot burgemeester van Syracuse, wat echter slechts vijf maanden duurde.
Zijn zoon, Rosario Lo Bello, was ook scheidsrechter in de Serie A en voor de UEFA.